# Valenciennea parva
Valenciennea parva es una especie de peces de la familia de los Gobiidae en el orden de los Perciformes.

## Morfología
Los machos pueden llegar a alcanzar los 10 cm de longitud total.

## Reproducción
Es  monógamo.

## Hábitat
Es un pez de mar y, de clima tropical y asociado a los  arrecifes de coral que vive entre 1-15 m de profundidad.

## Distribución geográfica
Se encuentra en Australia, Indonesia el Japón (incluyendo las Islas Ryukyu), Kiribati, las Maldivas las Islas Marshall , República de Palau, Papúa Nueva Guinea, las Filipinas, Samoa, las Seychelles y Vanuatu.

## Observaciones
Es inofensivo para los humanos.